# Schuby
Schuby (ausgesprochen: Schubü; dänisch: Skovby) ist eine Gemeinde am Rande der Schleswigschen Geest im Kreis Schleswig-Flensburg in Schleswig-Holstein.

## Geografie

### Geografische Lage
Das Gemeindegebiet von Schuby erstreckt sich am südwestlichen Übergangsbereich der naturräumlichen Haupteinheiten Schleswiger Vorgeest (Nr. 697) zum nordöstlich davon befindlichen Naturraum Angeln (Nr. 700) etwa 7 km nordwestlich von Schleswig. Östlich des Ortes befindet sich das Waldgebiet Gehege Pöhl.

### Gemeindegliederung
Königswill (dänisch Kongshvile), Jägerkrug (dänisch Jægerkro) und Neukrug (dänisch Nykro) liegen im Gemeindegebiet.

### Nachbargemeinden
Unmittelbar angrenzende Gemeindegebiete von Schuby sind:
|             | Jübek                                       | Lürschau  |
| Silberstedt | Kompassrose, die auf Nachbargemeinden zeigt | Schleswig |
|             | Hüsby                                       |           |

## Geschichte
Der Ort wurde 1196 erstmals urkundlich erwähnt. Der Name stammt vom dänischen „Skovby“, also Walddorf. Steinzeitliche und bronzezeitliche Funde weisen jedoch schon auf vorgeschichtliche Besiedlung hin. Vor der Völkerwanderungszeit wurde hier Raseneisenerz gewonnen. Aus der Wikingerzeit legten Archäologen 36 Häuser frei.
Bis zum Deutsch-Dänischen Krieg 1864 gehörte der Ort zum Kirchspiel Sankt Michaelis (Sankt Mikaelis Sogn) innerhalb der Arensharde im Herzogtum Schleswig. Anschließend gehörte Schuby zur Gemeinde Friedrichsfeld, bis diese am 20. Januar 1873 aufgelöst wurde. Schuby war eine der drei Nachfolgegemeinden.
Im Jahre 2001 hat der Kreis Schleswig-Flensburg die Gemeinde als besonders kinder-, jugend- und familienfreundlich ausgezeichnet.

## Politik

### Gemeindevertretung
Bei der Kommunalwahl am 14. Mai 2023 wurden insgesamt 20 Sitze vergeben. Von diesen erhielt die SPD acht Sitze, die CDU fünf Sitze, die WählerGemeinschaftSchuby vier Sitze und der SSW drei Sitze.

### Wappen
Blasonierung: „Unter silbernem Schildhaupt in Grün eine scheibenförmige Fibel mit blauem Mittelfeld, breitem goldenen Rand und vier mit ihrem Scheitel dem Mittelpunkt zugewendeten goldenen Bögen; oberhalb und unterhalb der Teilungslinie fünf Eichenblätter, die beiden äußeren gestürzt, in verwechselten Farben.“

## Kultur und Sehenswürdigkeiten

### Vereine
Schuby verfügt neben der aktiven Freiwilligen Feuerwehr Schuby über ein ausgeprägtes Vereinsleben. Die Aktivitäten decken weite Felder von Sport, Kultur und Wirtschaft ab. Zu den Vereinen zählen:
- Dee Schirrwarker
- DRK-Ortsverein Schuby[8]
- Handel- und Gewerbeverein im Amt Schuby e. V.
- Männergesangsverein Schuby e. V.
- PSV Königshof Schuby e. V.
- Schleswiger Husaren e. V.
- Schubyer Reitverein e. V.
- Siedlergemeinschaft Schuby
- Sterbegilde Schuby
- Sydslesvigsk Forening Skovby[9]
- VfB Schuby

### Festivals
Seit 2009 findet alle zwei Jahre im Sommer auf dem Schubyer Sportplatz das Open Air Schuby statt. Organisiert wurde dies von der ortsansässigen Siedlergemeinschaft und den Betreibern des Sportlerheims. Es spielten auf bis zu drei Jahre verteilt Bands aus der Region, die Genres wie Marschmusik, Schlager, Pop und Death Metal vertraten. Im Zweijahres-Takt wurde die Veranstaltung mit bis zu 10.000 Besuchern fortgeführt.
Seit 2016 wird in Schuby das Heavy-Metal-Festival Meltdown ausgetragen. Zum Line-Up zählten unter anderem die Bands Rezet, Tyranex und Lacerated And Carbonized aus Brasilien. Erstere feierte während ihres Auftritts die Veröffentlichung ihrer EP You Asked For It.

## Wirtschaft und Infrastruktur
Im Jahr 2012 begann die Planung des Amts Arensharde zusammen mit der Stadt Schleswig für ein interkommunales Gewerbegebiet (IKG). Dieses liegt außerorts direkt an der B201. Ebenfalls außerorts befindet sich das Unternehmen Niersberger aus Erlangen, das eine Biogasanlage betreibt, die Zuckerrüben vergärt und Biomethan ins Gasnetz einspeist. Das zwischen 2018 und 2020 im Westen Schubys errichtete Umspannwerk der Firma Tennet TSO ist ein Einspeisepunkt für regenerative Energie in das Stromnetz. Des Weiteren hat der Reisedienst Bölck im Gewerbegebiet seinen Firmensitz.
Für den täglichen Bedarf gibt es einen Bäcker, eine Tankstelle, Ärzte und einen Discounter. Diverse Internethändler wie z. B. Rum & Co, Strandküche und Dip-Fee. haben in Schuby ihren Sitz. Außerdem verfügt Schuby über eine Grundschule sowie gute Busanbindungen.
Im Gemeindegebiet liegt der Schnittpunkt der Bundesautobahn 7 und der Bundesstraße 201. Die entsprechende Autobahnanschlussstelle trägt den Namen Schleswig/Schuby (Nr. 5). Durch das Gemeindegebiet verläuft auch die Bahnstrecke Neumünster–Flensburg. Der nächste Bahnhof liegt in Schleswig.

## Persönlichkeiten
- Jürgen Kroymann (1739–1820), Schreib- und Rechenmeister